# Berliner Gramophone
La Berliner Gramophone (nota anche come E. Berliner's Gramophone) è stata una delle prime etichette discografiche, la prima a produrre "dischi grammofonici" (in concorrenza con i precedenti cilindri fonografici).

## Storia
Emile Berliner iniziò a commercializzare i suoi dischi nel 1889. Questi dischi avevano un diametro di 12,7 cm. e vennero venduti soltanto in Europa. In un primo momento, l'utilizzo dei suoi dischi venne dato in licenza ad aziende di giocattoli, che costruirono fonografi e grammofoni per riprodurli. La fedeltà audio di questi primi dischi era ben inferiore a quella del contemporaneo cilindro fonografico.
Nel 1892 acquisì la United States Gramophone Company di Washington. Questa società mise in commercio il primo disco (ora con un diametro di 16,7 cm. e non più inteso come un giocattolo) nel novembre 1894 con l'etichetta Berliner Gramophone. Dopo varie fusioni, scissioni, cause legali e ingiunzioni, questa società divenne la Victor Talking Machine Company negli Stati Uniti alla fine del 1900. Nel 1929, la Victor venne acquistata dalla RCA.
Nel 1897 Berliner aprì una filiale nel Regno Unito con sede a Londra. Questa venne chiamata  Gramophone Company, poi dal 1900 Gramophone & Typewriter Ltd per alcuni anni e molto più tardi (nel 1931), divenne parte della EMI.
Nel 1898 Berliner diede vita ad un ramo tedesco della Gramophone Company per produrre i suoi dischi: Deutsche Grammophon.
Fino al 1901 i Berliner record non avevano nessuna etichetta, e le informazioni necessarie erano incise o impresse nel master. La maggior parte dei dischi pre-1901 portano la data esatta della registrazione. Questi erano quasi sempre incisi su un solo lato, anche se alcuni erano stampati a doppia faccia dal 1900. Un esemplare è in mostra al Royal Scottish Museum ad Edimburgo in Scozia.
Tre delle attuali quattro maggiori case discografiche mondiali sono unità che possono far risalire le proprie origini alla Berliner Gramophone: Universal Music Group, Sony Music Entertainment e EMI.

## Berliner Gram-o-phone Company of Canada
E. Berliner Gramophone del Canada venne fondata nel 1899 a Montréal (nel palazzo di Aqueduct Street della Northern Electric) e i primi dischi e grammofoni vennero commercializzati l'anno seguente. Nel 1904, la società ebbe il proprio statuto come Società Berliner Gram-o-phone of Canada. Le prime registrazioni vennero importate dagli Stati Uniti fino alla costruzione di uno studio di registrazione a Montréal nel 1906. Il nome Berliner come etichetta discografica durò più a lungo in Canada, fino al 1924, quando venne acquistata da Victor Stati Uniti, diventando RCA Victor nel 1929. Il Berliner Gram-o-phone, una struttura di Montréal, costituita da un complesso di edifici in rue Lenoir 1001 e rue LaCasse 1050 nel quartiere San Henri, divenne la sede della RCA Victor Canada nel corso dei decenni successivi, sviluppando e producendo prodotti high-tech come ponti radio sistemi di comunicazione satellitare, apparecchiature di trasmissione televisiva ed altro ancora. Dopo la dissoluzione della RCA nel 1986, l'edificio Lenoir venne trasformato in un complesso di uffici commerciali, mentre quella di rue Lacasse è ora adibita a sede dell'Emile Berliner Museum, che documenta la storia per personaggio, le sue società ed il complesso degli edifici. Lo storico Studio Victor ubicato all'interno del museo, è tuttora in piena attività.
Il figlio di Emile Berliner, Herbert, fondò la Compo Company e lasciò la Berliner Gram-o-phone. IL fratello minore di Herbert, Edgar, rimase a capo della Berliner Gram-o-phone (successivamente rinominata Victor Talking Machine Company of Canada). Ironicamente, Emile Berliner morì nel 1929, lo stesso anno che la RCA acquistò la Victor, e Edgar Berliner si dimise l'anno seguente.

## Artisti che registrarono per la Berliner Gramophone
- Auguste Aramini
- Arthur Collins
- Charles D'Almaine[6]
- Diamond Quartette
- George W. Johnson
- Oskar I. Kamionskiy[7]
- Graus Mountain Choir
- Billy Murray[8]
- Joseph Saucier[9]
- Len Spencer
- Sousa's Band
- U.S. Marine Band
- Vess L. Ossman
- George Club